# Château d'Aubenas
Figure de l'architecture civile ardéchoise, le château d'Aubenas, également appelé château de Montlaur, est situé dans la commune d'Aubenas, dans le département de l'Ardèche et la région Auvergne-Rhône-Alpes. Cet « édifice à métamorphoses » porte la marque des six familles seigneuriales qui l'ont habité depuis le XIII
e siècle jusqu'à la Révolution.
Il fait l’objet d’un classement au titre des monuments historiques depuis le 2 mars 1943.
En 2024, après sept années de travaux, le château d’Aubenas, monument le plus emblématique de la ville ardéchoise devient un centre d’art contemporain .

## Situation

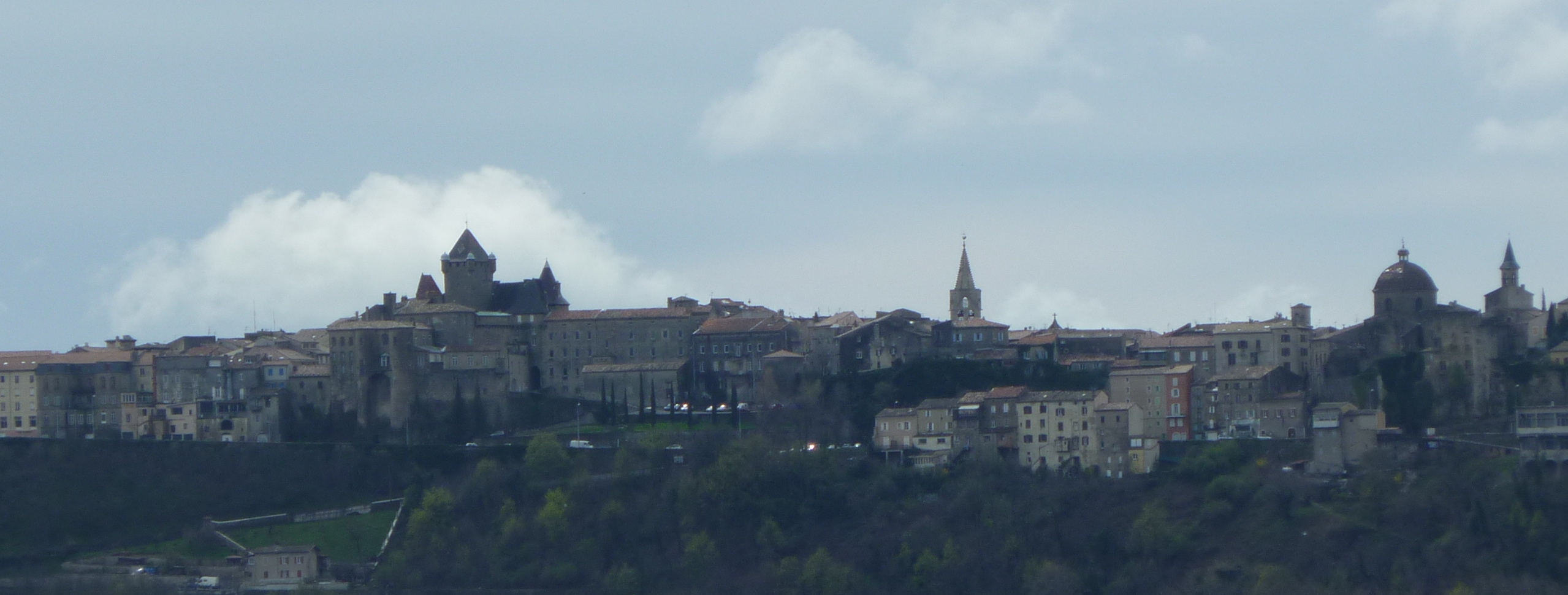
Panorama sur Aubenas.

Aubenas est située sur un promontoire de roche calcaire dominant la moyenne-vallée de l'Ardèche. C'était un poste de guet, une position dominante et stratégique : entre, au nord et à l'ouest, les pentes des Cévennes granitiques, pays du châtaignier ; et au sud et à l'est, le plateau calcaire de type méditerranéen.
Au pied de ce promontoire rocheux passe la route qui relie Montélimar et Le Puy-en-Velay, axe de circulation le plus ancien entre Vallée du Rhône et sommets de l'Auvergne.
Par sa situation privilégiée la ville devient un carrefour entre les différents types d'agriculture, donc d'économie et de modes de vie. Ces contrastes vont entraîner, à partir du XIIIe siècle, des échanges commerciaux et par là-même, la prospérité rapide de la ville.
Le château se trouve au plus haut point de la ville, place du Château, où se tient chaque samedi matin une partie du marché de la ville. Il fait face, au sud, à la maison Delichères, riche demeure du XVe siècle ; au nord, un panorama sur le quartier de Pont-d'Aubenas.

## Historique
Du XIIe siècle à la Révolution, six familles seigneuriales se succèdent. La famille de Montlaur va régner de 1084 à 1441, et construira le donjon, le mur d'enceinte ainsi que les deux tours rondes du château, alors entouré de fossés. Le château va ensuite passer entre les mains des Maubec jusqu'en 1551, des Modène suivis des Ornano jusqu'en 1665, des Harcourt-Lorraine qui le lèguent ensuite en 1716 aux Vogüé, qui le gardent jusqu'en 1792. L'édifice devient propriété de la ville d'Aubenas en 1810.

### Le château des Montlaur (XIIIe-XVesiècle)

Le blason de la famille de Montlaur : D'or, au lion de vair, armé, lampassé, couronné de gueules.

À l'origine du château d'Aubenas, il y a une tour de garde qui occupe une place stratégique en un point de rencontre et un carrefour commercial. Au pied du rocher calcaire où fut construite la tour, passe en effet la voie qui va du Puy-en-Velay à Montélimar, entre Auvergne et Provence. Dès le Ve siècle, cette position stratégique est l'objet d'une lutte tenace entre les évêques de Viviers et ceux du Puy-en-Velay. Ces derniers l'emportent et inféodent cette nouvelle possession au XIe siècle (1084) au baron de Montlaur (Pons Ier de Montlaur), originaire de la montagne ardéchoise, à la limite ouest de l'actuel département de l'Ardèche. Cette famille y régnera jusqu'en 1441 et construit le donjon, le mur d'enceinte et les deux grosses tours rondes du château qui est alors entouré de fossés. C'est pourquoi l'on appelle Aubenas « la cité des Montlaur », seigneurs qui furent à l'origine non seulement de l'essor économique de la ville, mais aussi du développement social et matériel de ses habitants. Leur devise était : « Montlaur, au plus haut ! ».

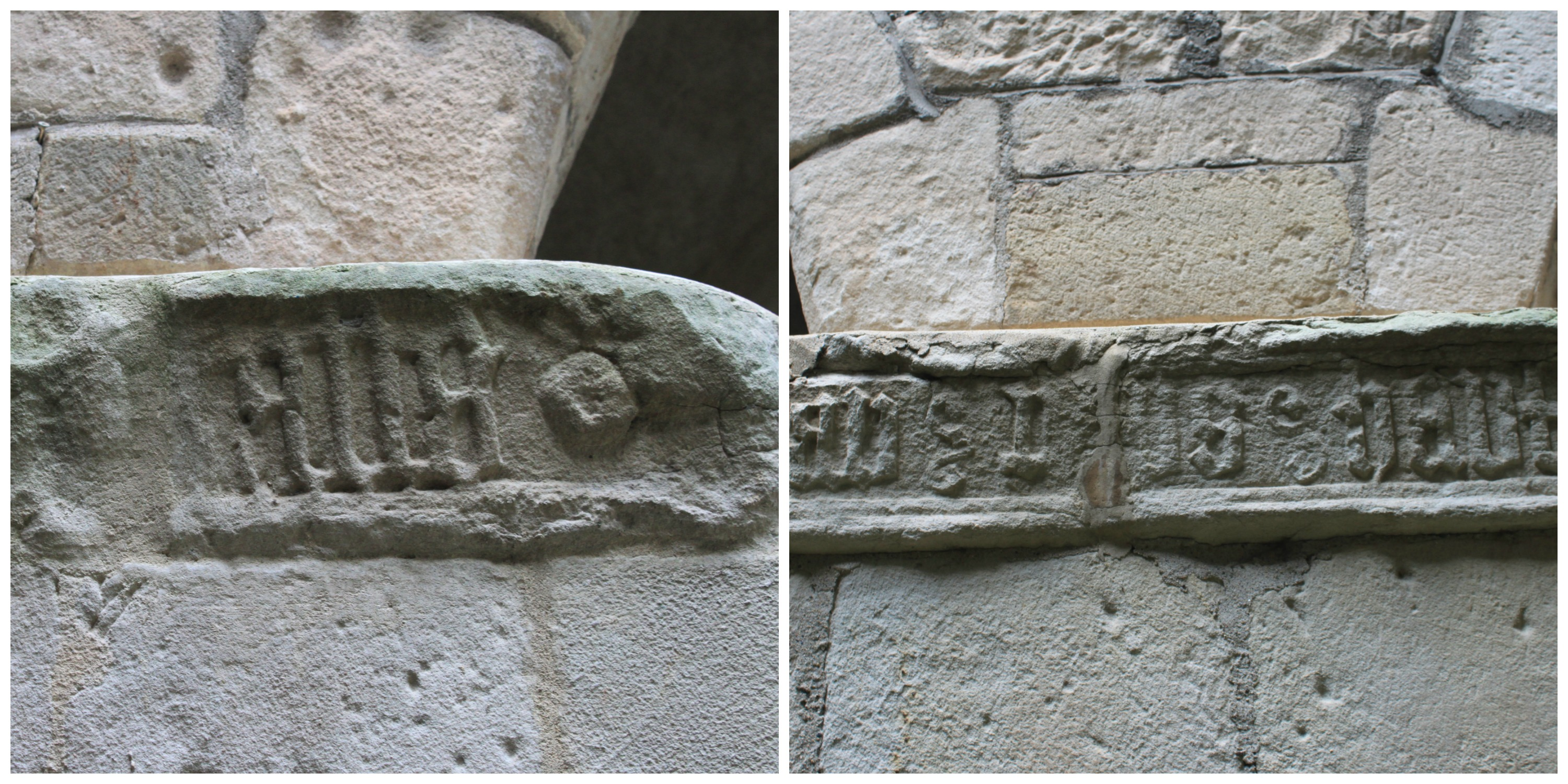
La devise "Montlaur au plus haut" sculpté dans la cour intérieure.

À l'époque des Montlaur, le château comportait le haut donjon de 26, 50 mètres. dont la terrasse crénelée dominait le paysage. Ce donjon, généralement datée de la fin du XIe siècle, était semblable à ceux de Rochecolombe, Antraigues, Montréal, Vogüé. Son rez-de-chaussée était fermé et on accédait aux étages que par une échelle. La superficie de l'enceinte était à peu près celle d'aujourd'hui, mais on pénétrait dans le château par un pont-levis situé à l'ouest qui surmontait le fossé. La façade sud, la plus accessible, était protégée par une vaste basse-cour, l'actuelle place du château, protégée par une solide courtine flanquée des hautes tours qui encadrent l'entrée actuelle. Vers l'est, l'actuelle salle du Pesage était installée à l'intérieur et l'enceinte comme salle de réception dès le XIIIe siècle.
Les Montlaur passent peu de temps au château d'Aubenas, ils sont souvent dans leurs autres baronnies du vivarais (Montpezat, Montlaur), en Velay, au Puy ou à Arlempdes. À Aubenas ils résidaient habituellement dans leur tour fortifiée du Pont d'Aubenas, la plus grosse de la région.

### De la Renaissance à la Révolution
De 1441 à 1551, le château revient aux Maubec, par le mariage de Jeanne de Montlaur avec le seigneur de Maubec, les deux descendants masculins étant morts. Cette famille fera construire la tour à fenêtres à meneaux de la cour intérieur, dite la tour des Maubec. Cette tour permettait de communiquer avec les étages avant l'installation du grand escalier à vis au XVIIe siècle.
En 1551, la seigneurie passe par mariage aux Modène, jusqu'en 1611. Ils laissent leur signature au château en construisant la loggia à l'italienne sur trois niveaux d'arcades dans la cour intérieure. Le château féodal se transforme peu à peu en résidence d'agrément de la renaissance à la Révolution.

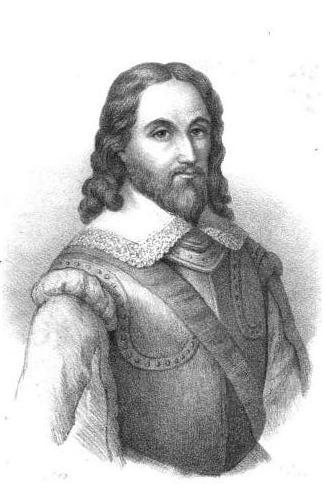
Jean-Baptiste d'Ornano (1581–1626).

En 1611, la ville passe à la famille d'Ornano qui continue de faire du château une demeure de plaisance, sans négliger le souci de défense. Les échauguettes du donjon qui permettent de battre les alentours du château, les mâchicoulis du sud, mais aussi les toitures vernissées des tours et du donjon, la porte à bossage de la tour sud-ouest qui menait aux écuries, l'aménagement des salles du premier étage qui est alors couvert de boiseries et plafonné "à la française", sont leur œuvre.
François de Lorraine prince d'Harcourt hérite ensuite en 1665 de la terre et du château d'Aubenas en épousant Anne d'Ornano, nièce de Jean-Baptiste d'Ornano. Les d'Harcourt s'occupent peu de leur château d'Aubenas et l'un de ses descendants vendra la baronnie d'Aubenas à son cousin Cérice-François de Vogüé en 1716.
La famille de Vogüé gardera la seigneurie jusqu'à la révolution. Charles-François de Vogüé (1713 - 1782) fait percer les portes jumelles de la façade sud et la double volée du monumentale escalier qui fixent alors l'entrée du château. Il fait poser en 1768, par Nicolas Cellier, les boiseries de lambris Louis XV ou Louis XVI dans les appartements, et aménager les salons, ainsi que le grand escalier d'honneur situé à l'angle nord-ouest de la cour intérieur et dont la rampe est un chef-d'œuvre de ferronnerie du XVIIIe. Les travaux du château sont sans doute supervisés par sa femme, Marie Madeleine de Truchet, et de ses agents. L'appartement du frère du seigneur, Félix de Vogüé, est aménagé au rez-de-chaussée, côté sud.

### DuXVIIIesiècleauXXIesiècle
Après la révolution française, le château d'Aubenas est déclaré bien national et pillé le 13 octobre 1792. La ville d'Aubenas parvient à le protéger et y installe la mairie en 1810. Le tribunal de commerce s'installe par la suite dans la partie nord, et le pesage des cocons se tient dans l'ancienne salle des gardes. Aujourd'hui, le château n'abrite plus les services municipaux, la mairie se trouve dans l'ancienne gendarmerie, le bâtiment accolé au château, depuis 1985.

## Architecture

### Aspect général et extérieur

#### Le donjon
Le donjon à échauguettes du XIIe siècle domine le château. Ce haut quadrilatère mesure 26,50 mètres de hauteur, 7 mètres de côté, et ses murs font 2 mètres d'épaisseur. Il est entouré à chaque angle d'échauguettes à toit de coupole.  Sa terrasse est bombée et est munie sur chaque côté, de rigoles pour permettre l'écoulement des eaux de pluie. Avant les d'Ornano, ces rigoles étaient certainement fournies aux angles de gargouilles, remplacées par les quatre échauguettes d'angle au XVIIe siècle. Ses côtés sont munis de créneaux, recouverts du toit aux tuiles vernissées à dessins de losanges au XVIIe siècle également. L'ascension se fait tout d'abord par ta tourelle-escalier pour les deux premiers étages. On emprunte ensuite un escalier beaucoup plus étroit pour monter au deux derniers étages. 

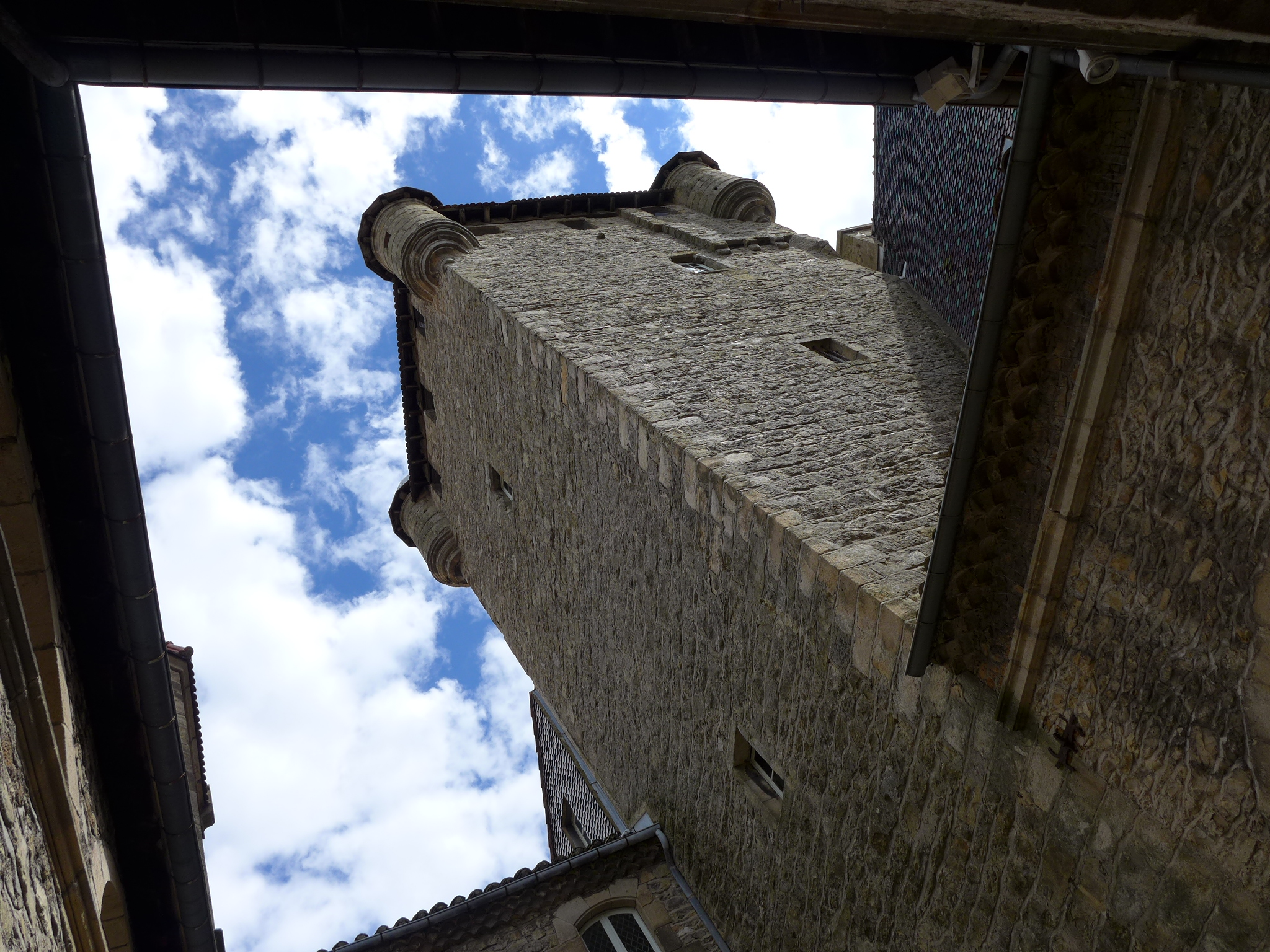
Le donjon depuis la loggia.
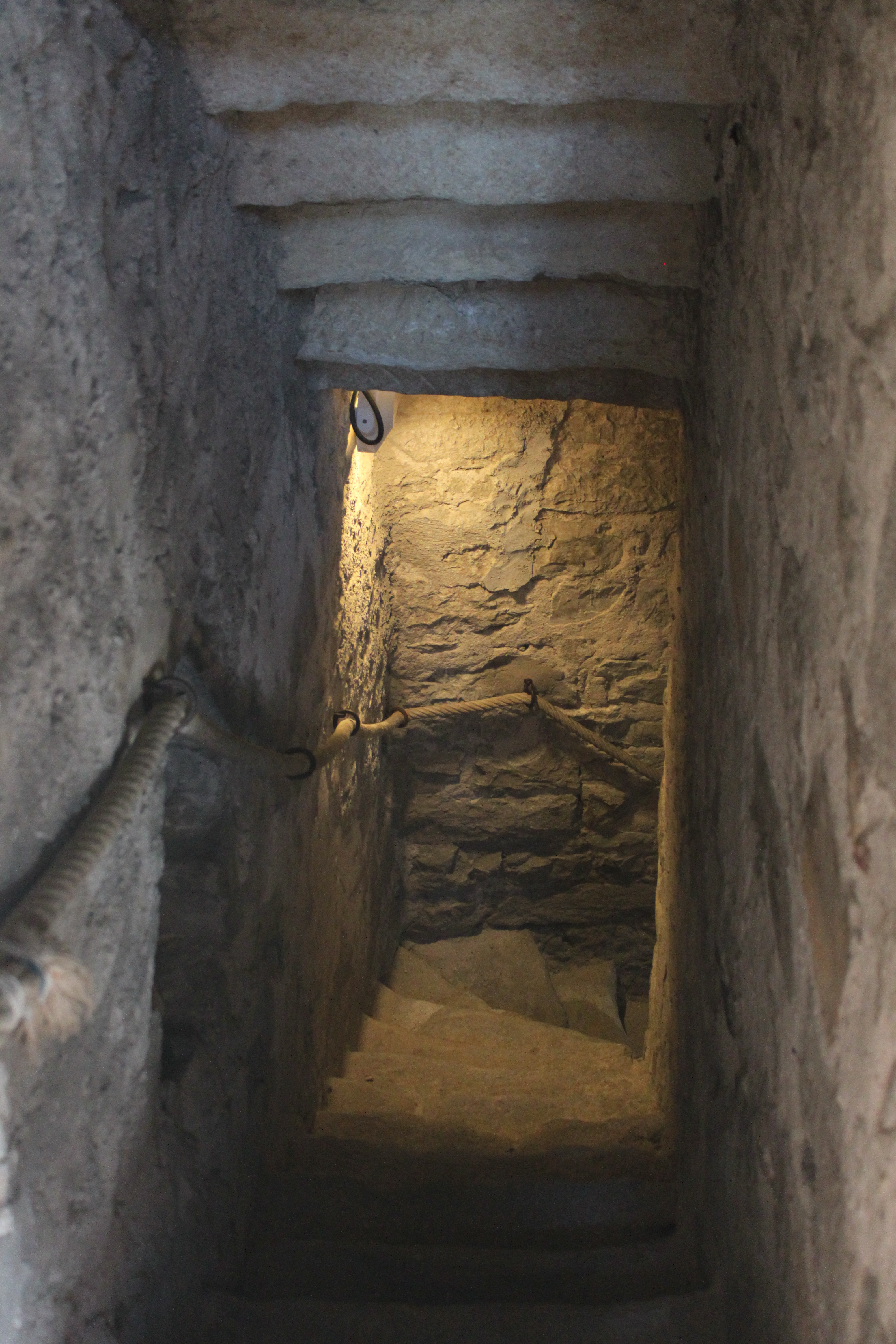
Escalier du donjon.
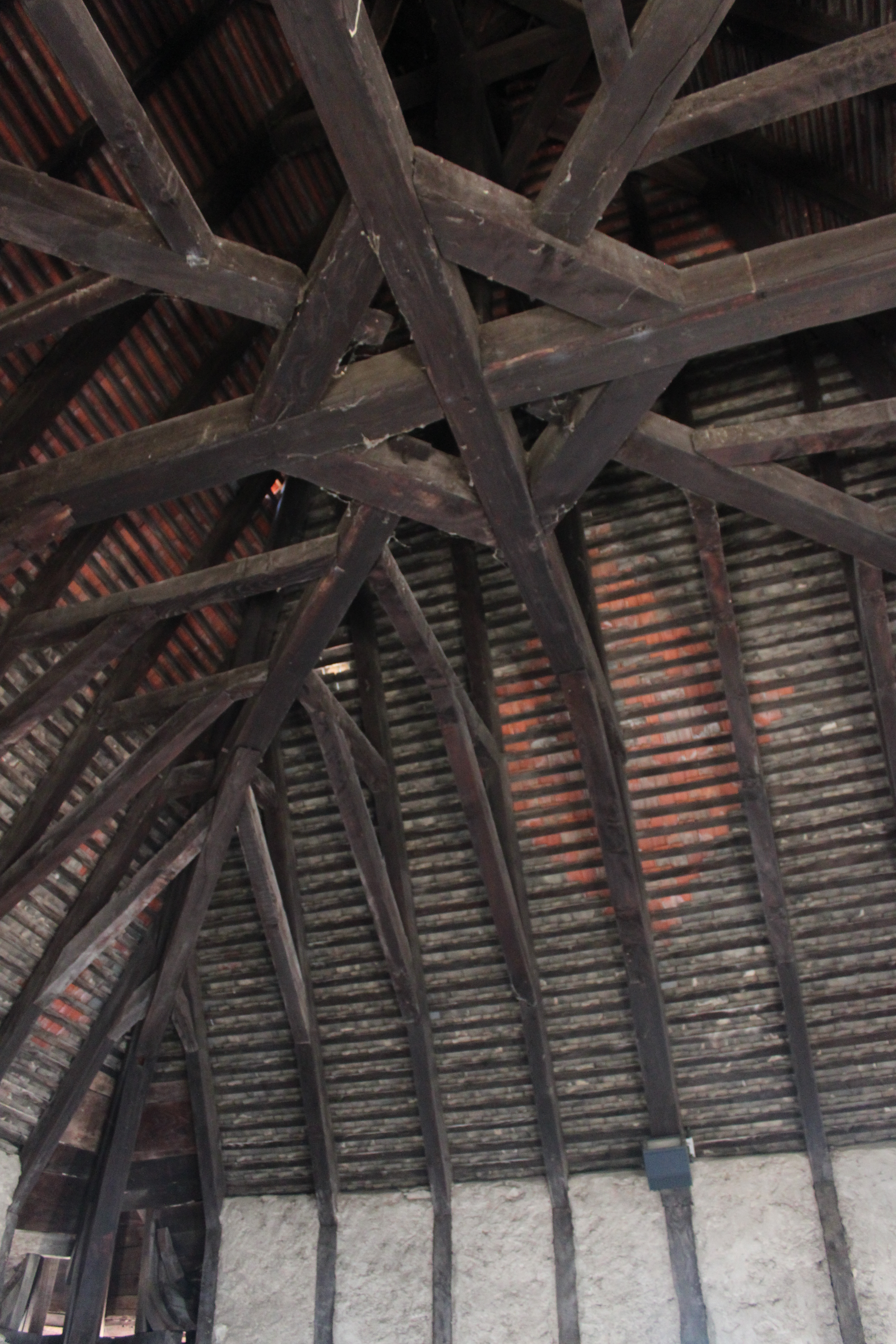
Charpente de la toiture.
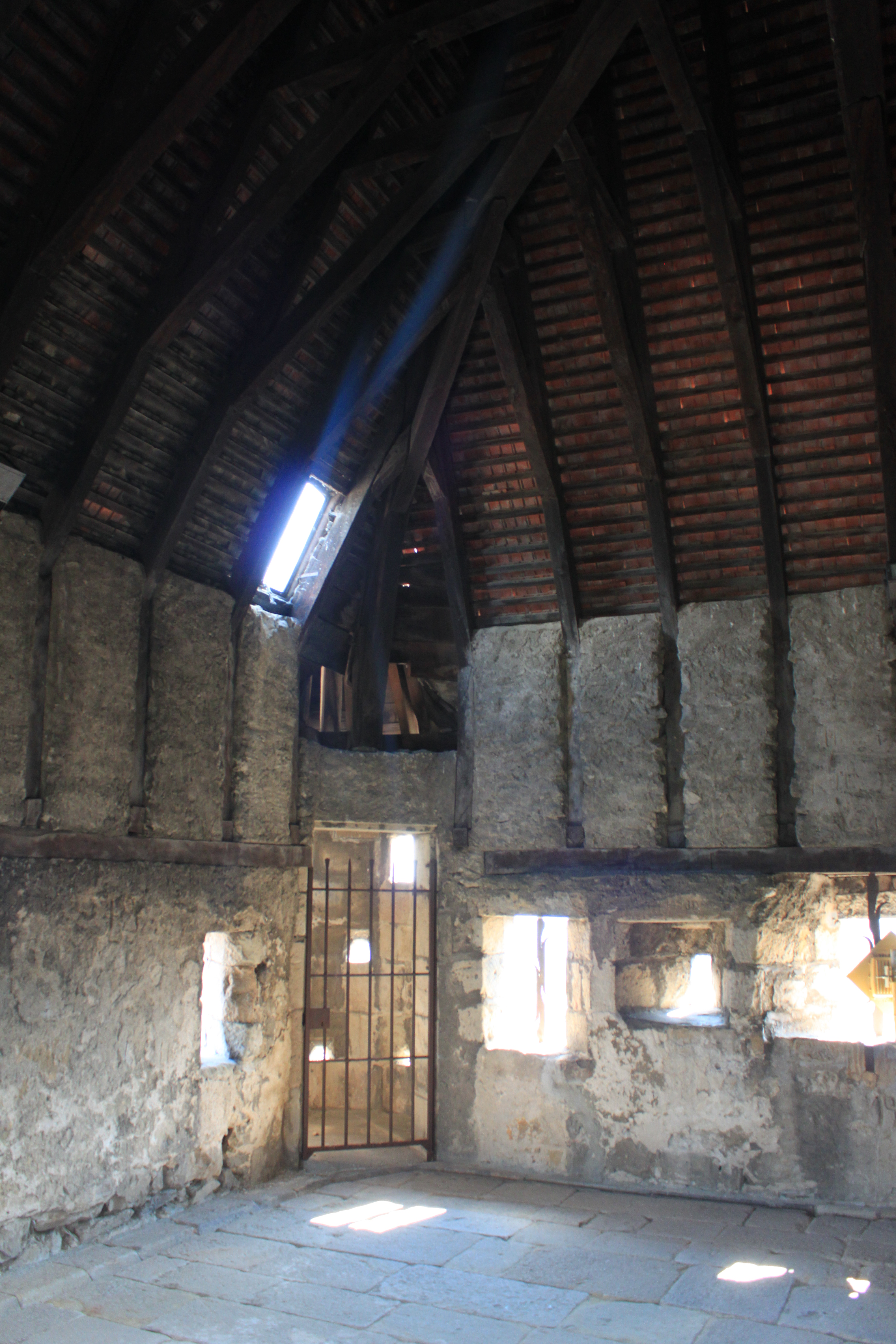
Terrasse du donjon avec ses créneaux.

#### Enceinte
La courtine armée de mâchicoulis aurait été construite au XIIIe siècle.
La façade sud est encadrée de deux tours défensives rondes en poivrière datant du XIVe siècle. L'ensemble des toitures, datant du XVIIe siècle, est couvert de tuiles vernissées bourguignonnes. De la même époque datent les fenêtres à meneaux ainsi que la porte à bossage de style Louis XIII de la tour sud-ouest. À l'intérieur se trouve une cour renaissance, une loggia à l'italienne sur trois niveaux d'arcades et un escalier à vis du XVIIe siècle.

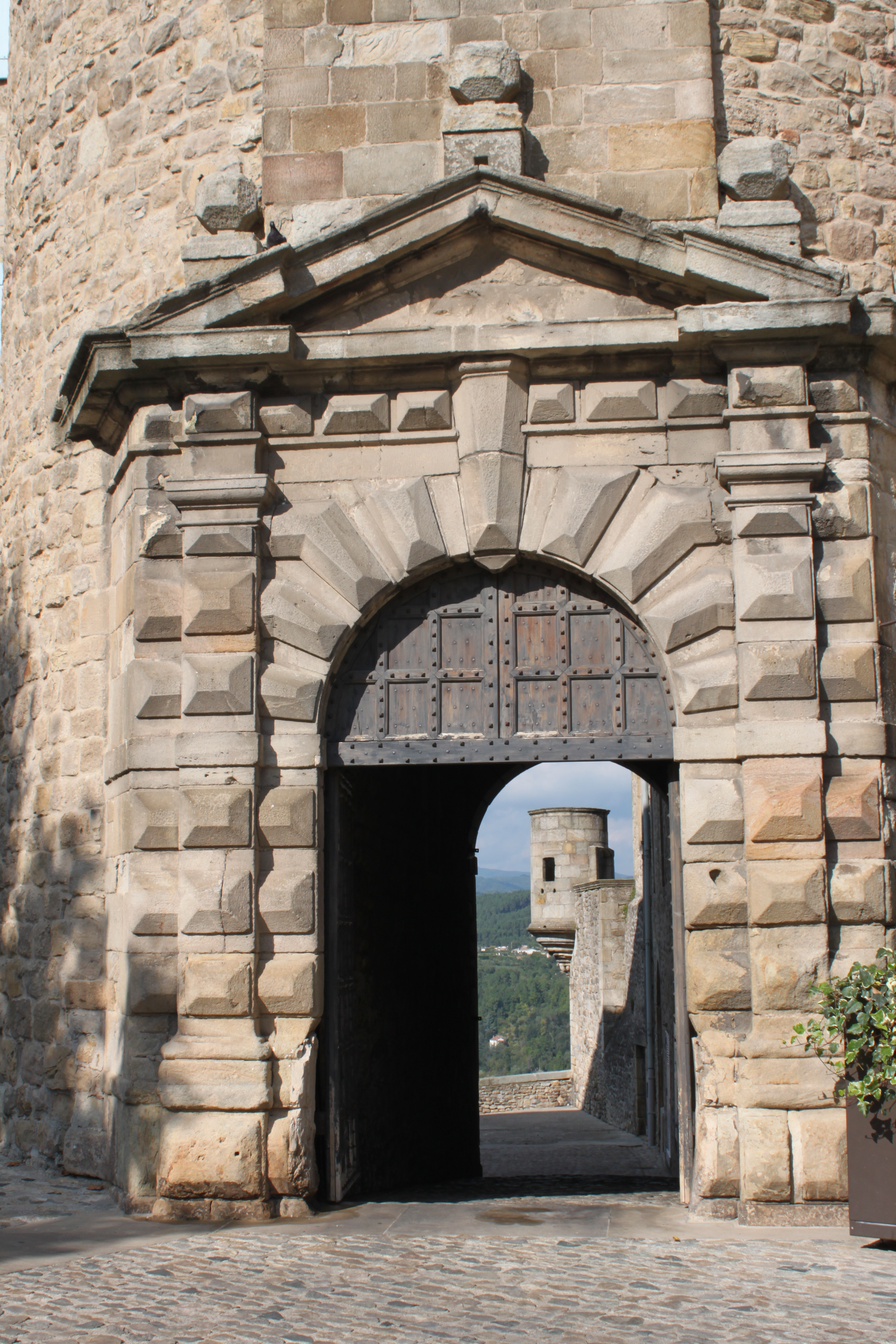
Porte à bossage et passage de la tour sud-ouest.
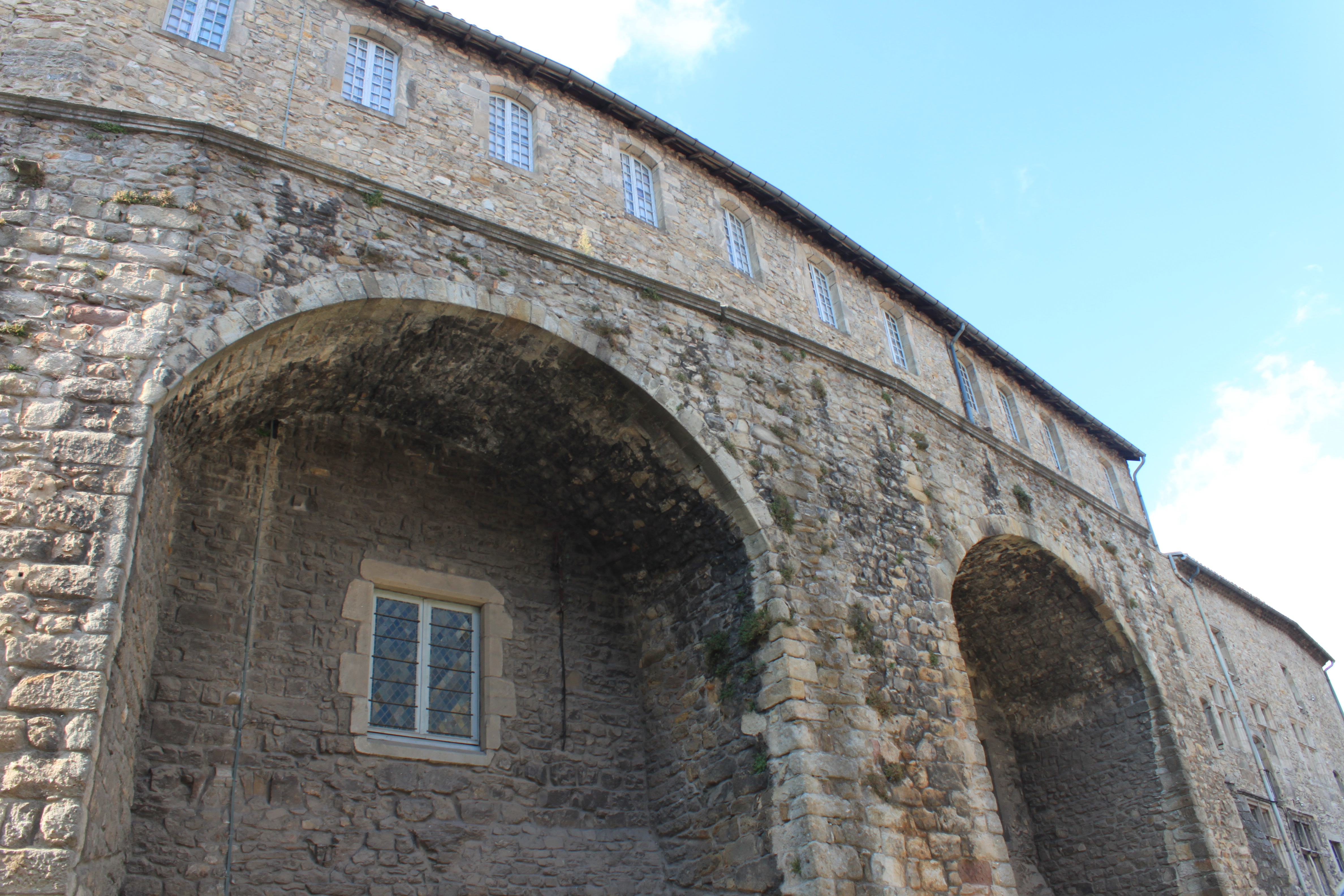
Façade Est.

#### Cour intérieure
Les deux niveaux d'arcades supplémentaires sont ajoutés par la famille de Modène, à l'image des palais italiens.
A l'angle nord-est de la cour se trouve la tour des Maubec, tour gothique à fenêtres à meneaux ornementés (les décorations des fenêtres s'allègent en fonction de l’élévation des étages afin de donner une impression de légèreté). Cette tourelle de 4 étages abrite l'escalier à vis qui menait aux étages jusqu'à la création de l'escalier monumental au XVIIIe siècle.
A l'angle nord-ouest se dresse l'escalier monumental du XVIIIe siècle. Cet escalier sur voûte sarrasine est doté d'une rampe d'époque de style Louis XV. Le plafond de la cage d'escalier est primitivement un plafond à la française, mais au XVIIIe siècle, la famille de Vogüé préfère cacher ce plafond de bois par un plafond de plâtre à la mode de l'époque. Aujourd'hui, c'est le plafond à la française qui est visible, mais il a été très endommagé par l'humidité et le plâtre du second plafond. Auparavant, les murs de la cage d'escalier étaient largement ornementés.

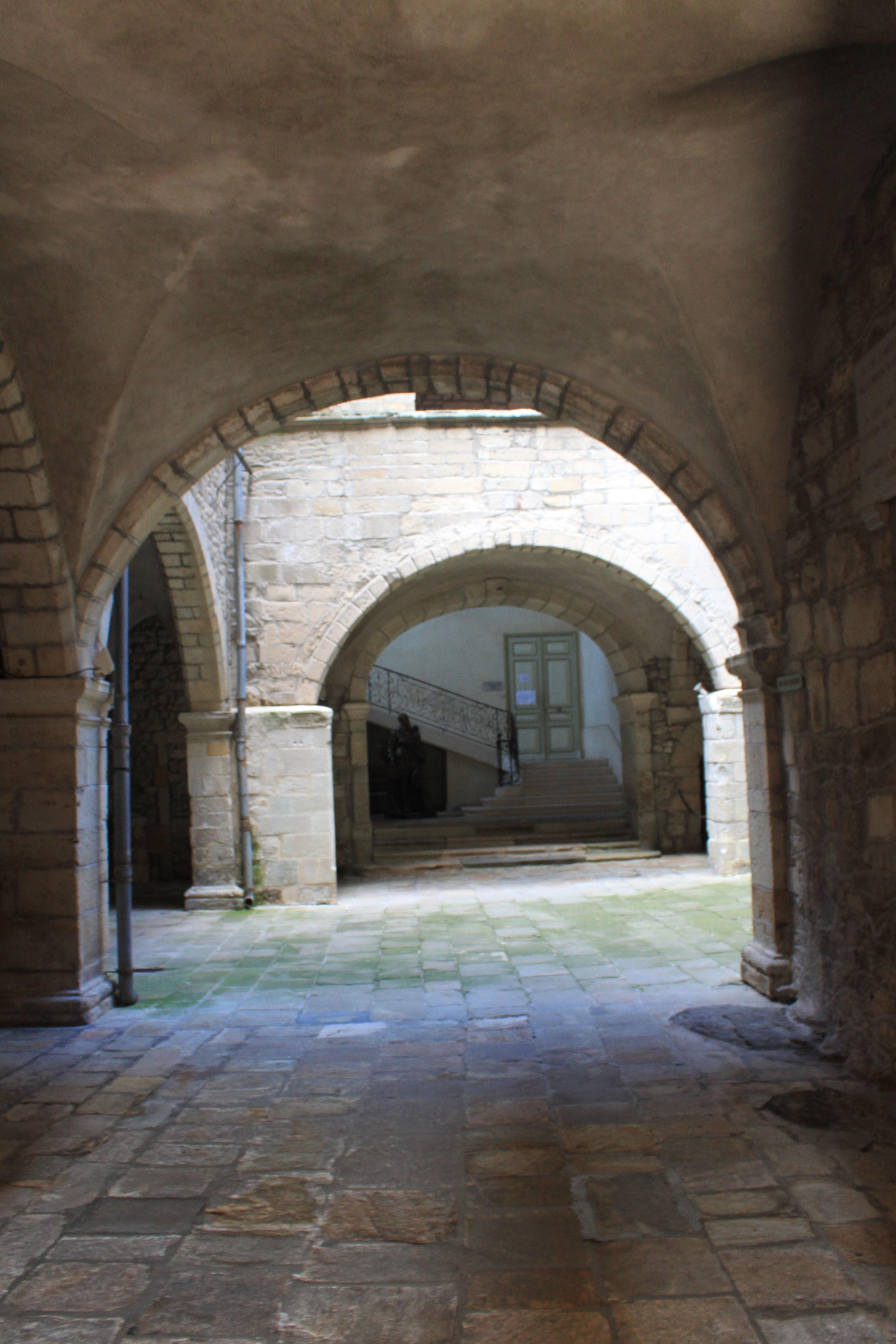
Entrée de la cour intérieure.
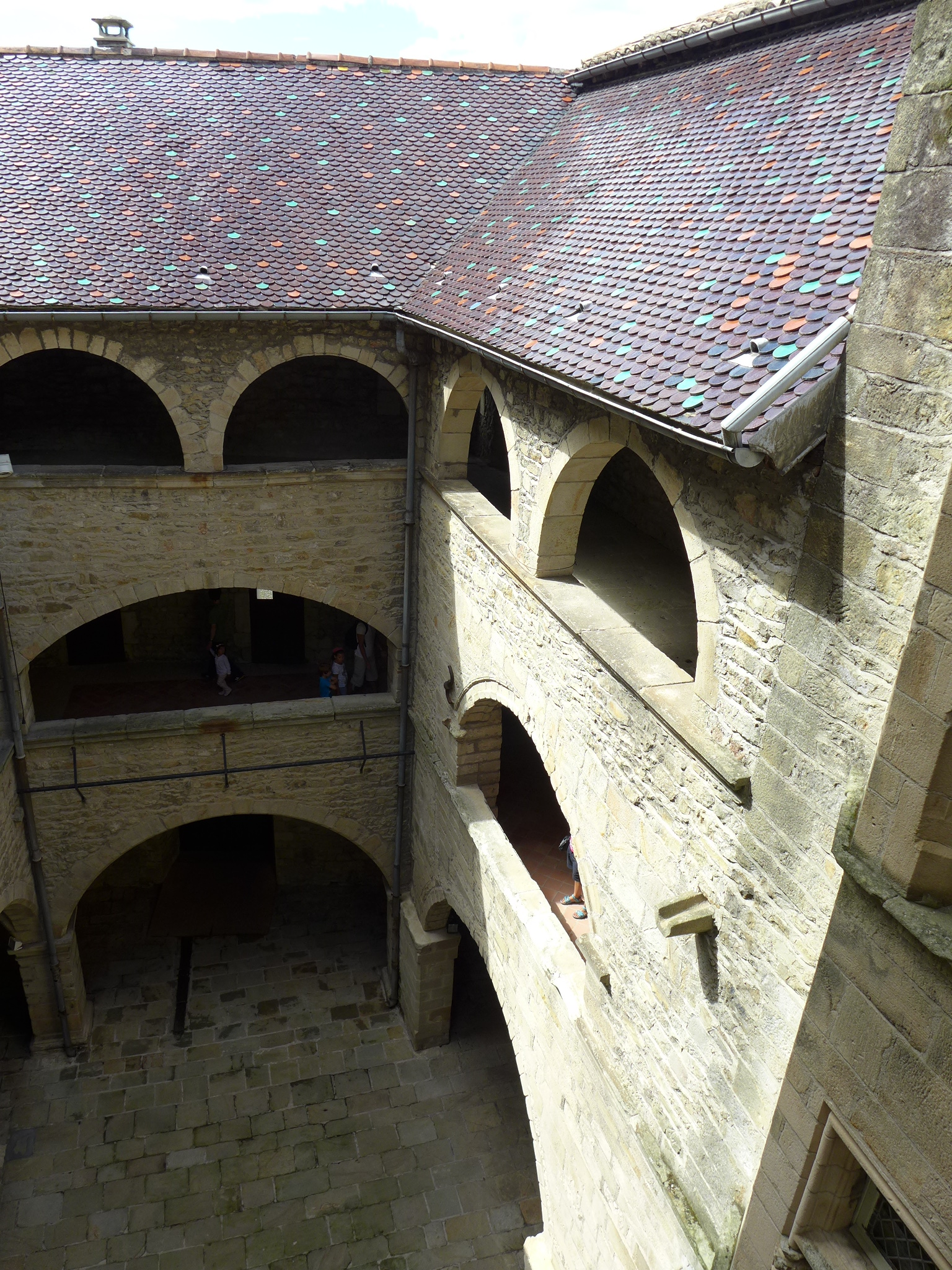
Vue sur la cour depuis la loggia.
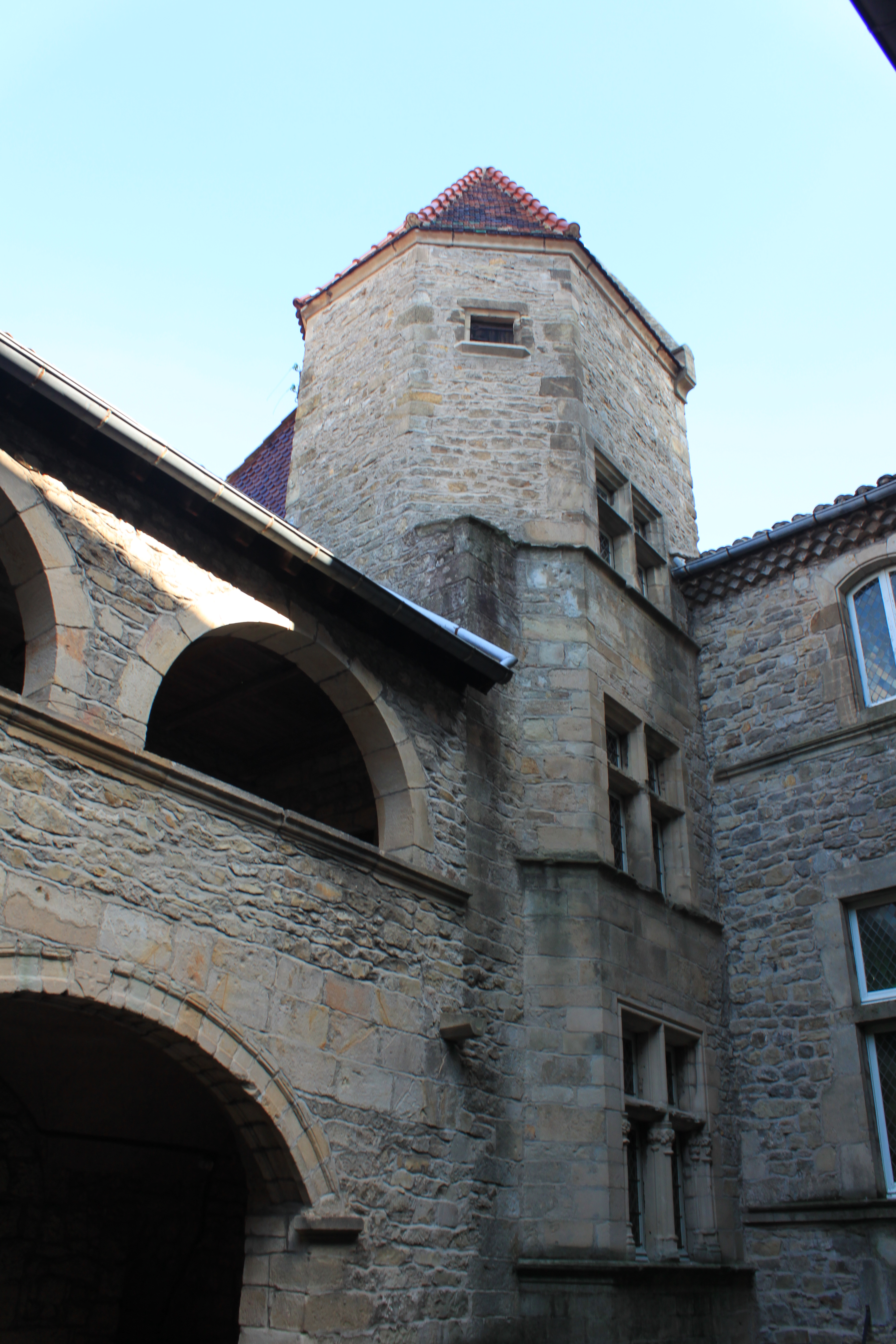
Tour-escalier des Maubec.
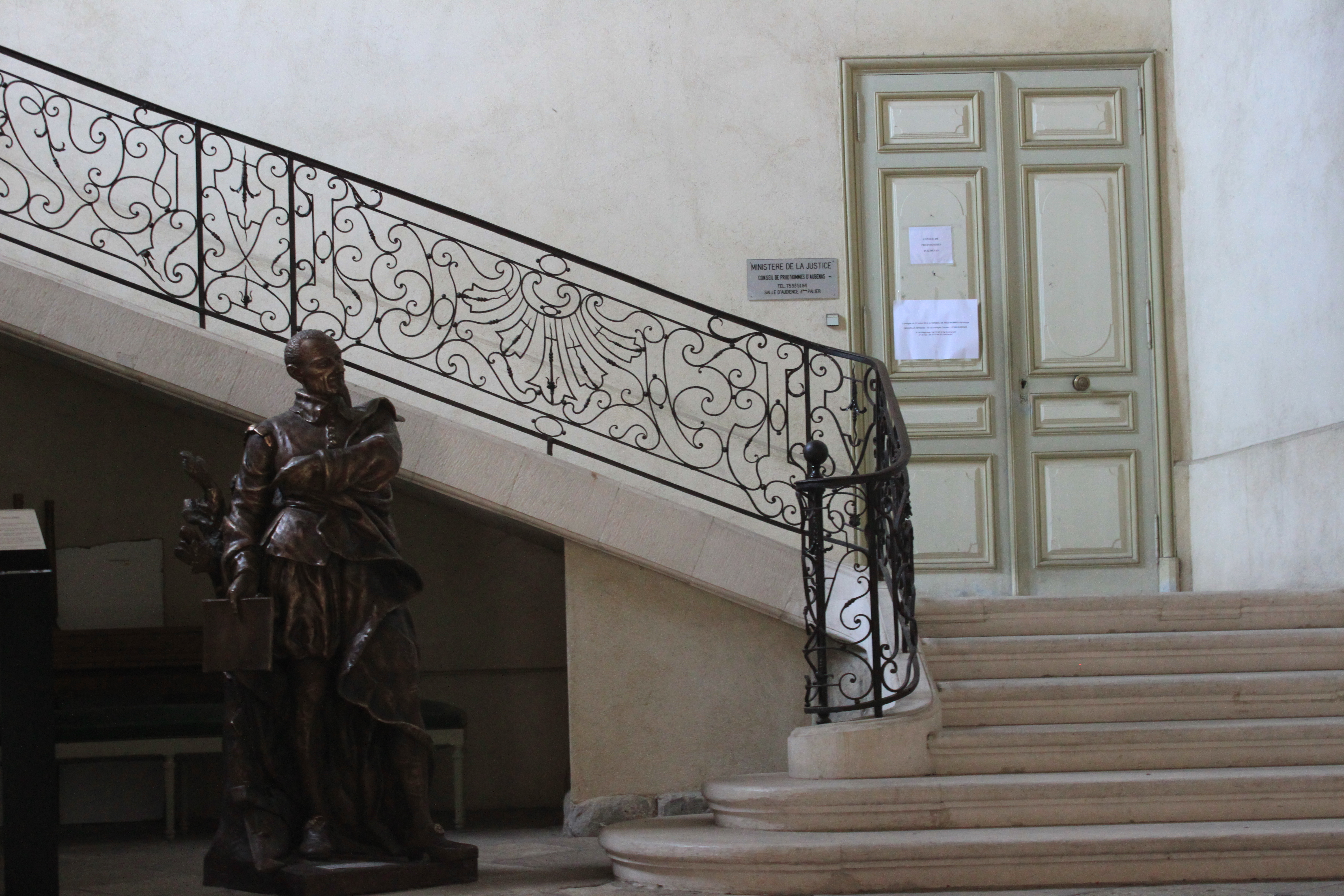
Escalier monumental.

#### Plan du château

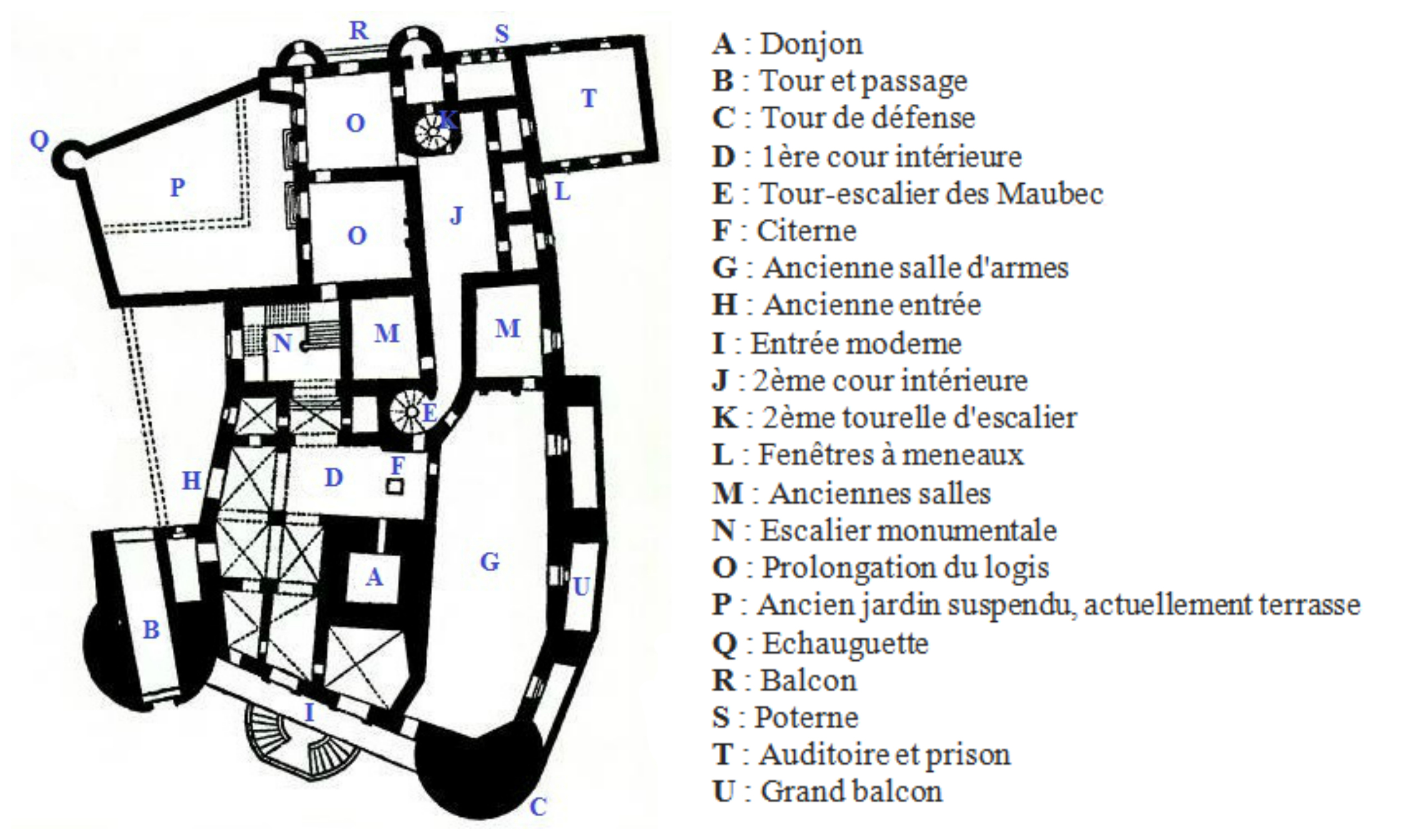
Plan du château

### Aspect intérieur

#### Rez-de-chaussée
Hall d'entrée : percé au XVIIIe siècle, dans une ancienne salle de garde, il est décoré de blasons qui raconte l'Histoire de la ville et présente les villes jumelées.
Suit une cour entourée d'une galerie d'arcade (D), dans l'angle une tourelle d'escalier du XVe siècle (E) ornée de fenêtres à meneaux moulurés.
Au fond de la cour un escalier d'honneur du XVIIIe siècle (N).
A droite et à gauche deux salles d'exposition (G).

#### 1erétage
Appartements et salons de style Louis XV et Louis XVI. Un de ces salons sert de salle de mariage. La plupart des meubles et lustres sont des copies, le château ayant été pillé après la Révolution.

#### 2eétage
Salles de la mémoire albenassienne, dédiées aux expositions d'artistes ardéchois.

### Le château en travaux
La saison 2017 – 2018 a vu la réalisation de la première phase des travaux : réfection de la façade sud, reprise totale de la couverture du donjon et réfection des huisseries.
À partir de septembre 2018 la deuxième phase verra la réfection des trois autres façades.
La troisième phase qui commencera en septembre 2019 et consistera en l’aménagement dans le château d’un centre d’art contemporain.

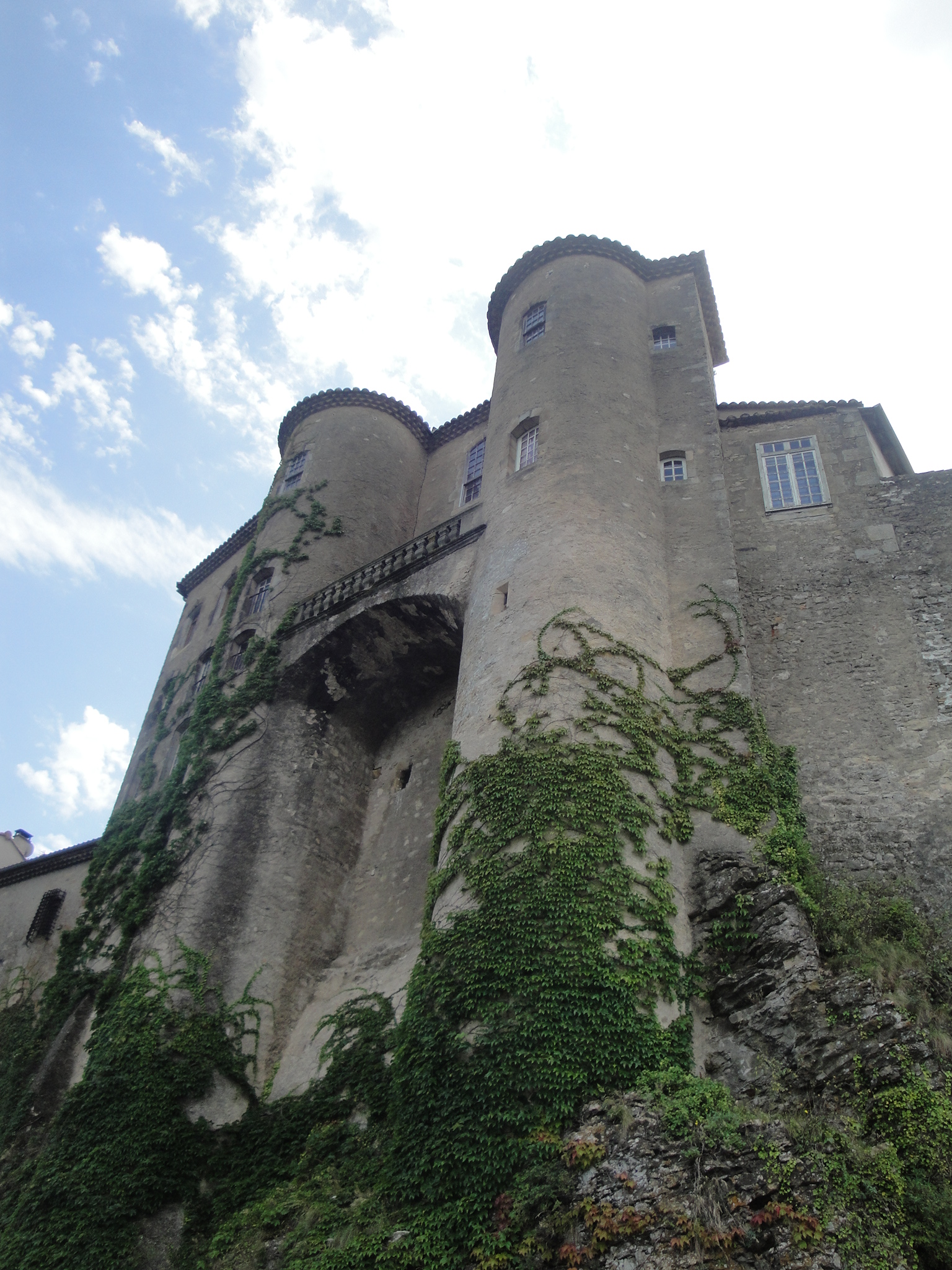
Façade nord.
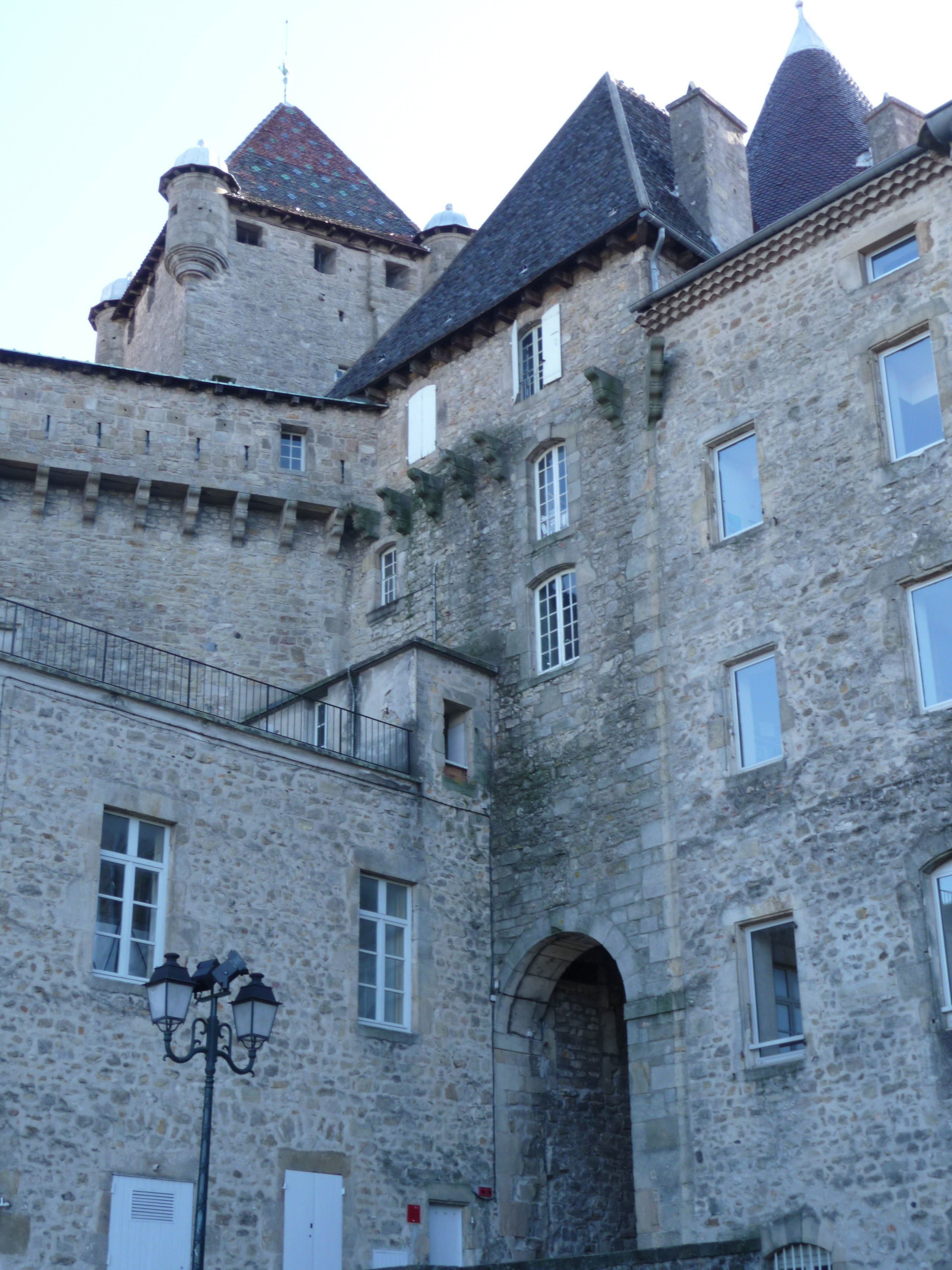
Vue nord-ouest.
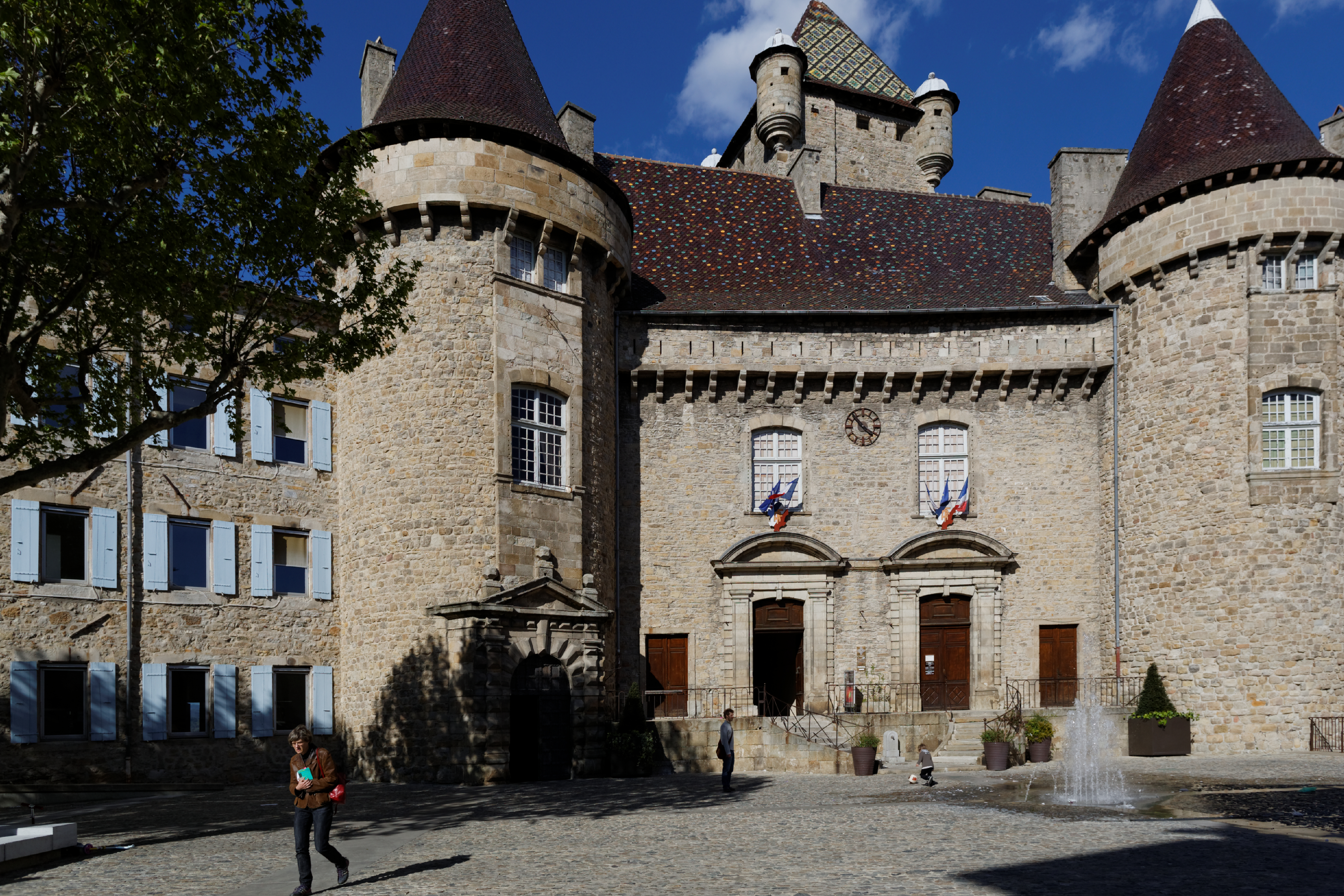
Vue de la place du château (sud).
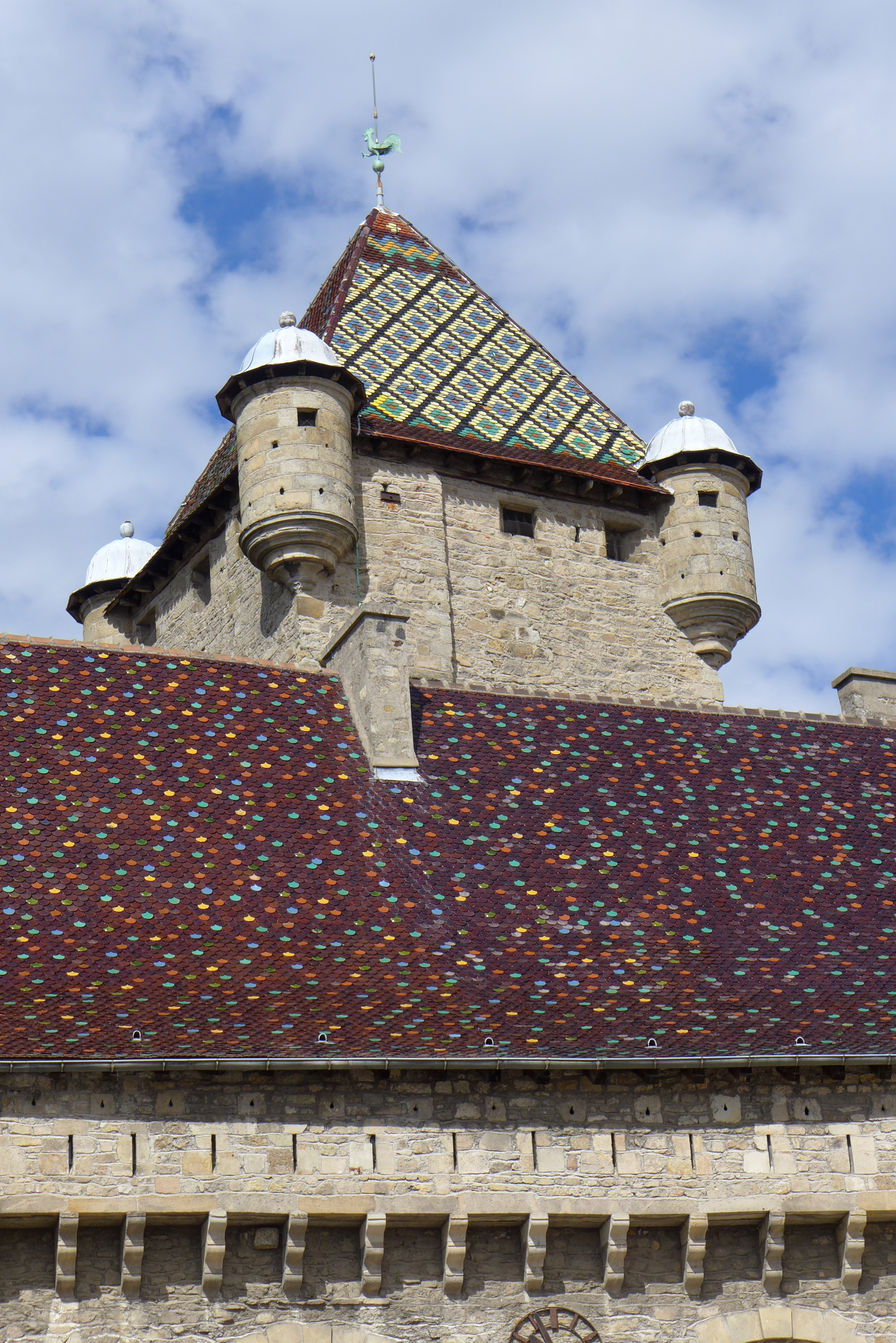
Toitures.
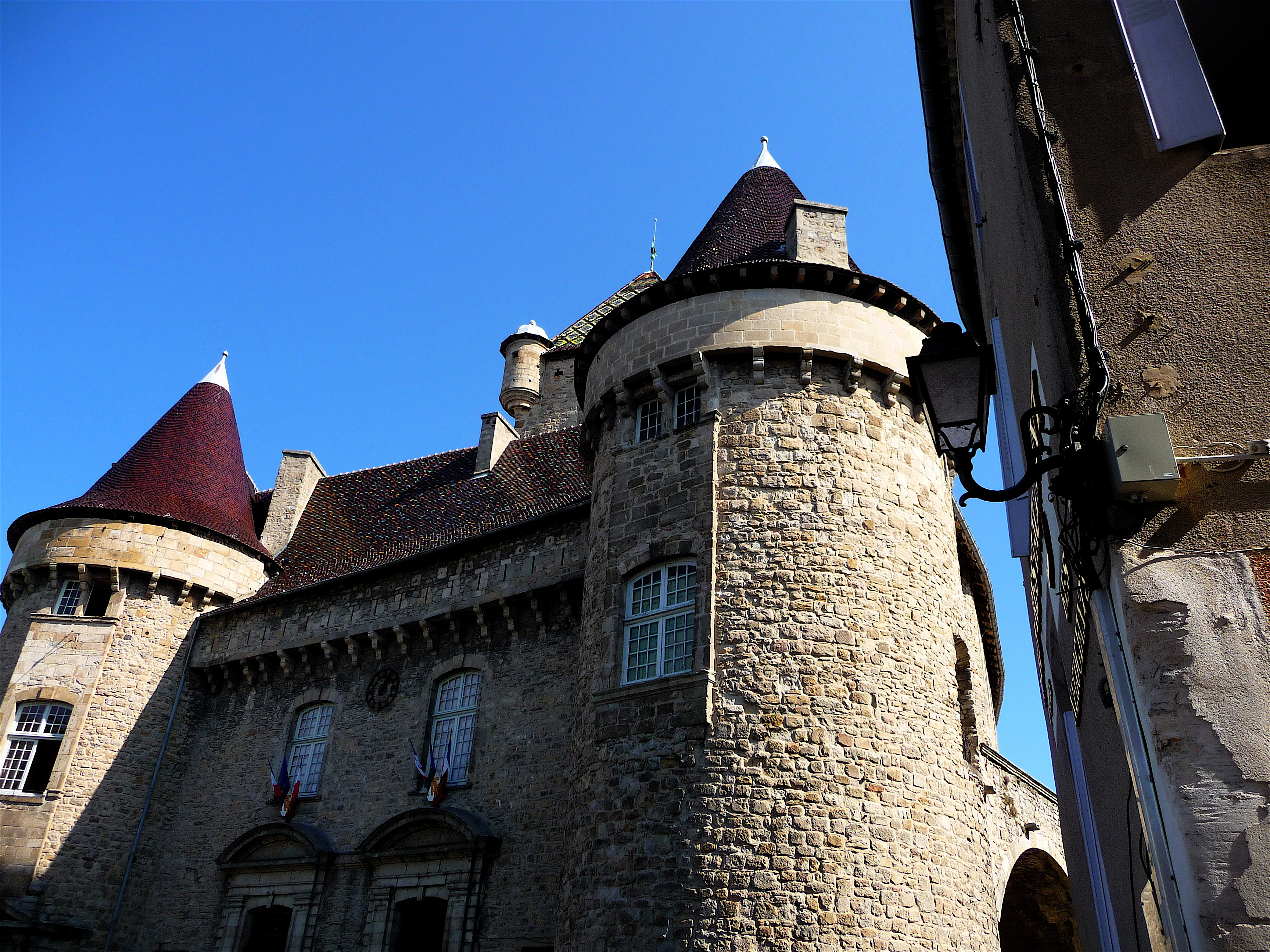
Vue sud-est.